# Robin Nijman
Robin Nijman (29 maart 1991) is een Nederlands voetballer die als middenvelder voor onder andere FC Omniworld speelde.

## Carrière
Robin Nijman maakte zijn debuut voor FC Omniworld op 26 februari 2010, in de met 3-1 gewonnen thuiswedstrijd tegen FC Eindhoven. Hij kwam in de 88e minuut in het veld voor Karim Fachtali. In de zomer van 2010 vertrok hij naar Hoofdklasser ADO '20 waar hij twee jaar speelde, om daarna een jaar voor VVSB in de Topklasse te spelen. In 2013 speelde Nijman voor Víkingur Reykjavík in de 1. deild karla, het tweede niveau van IJsland. Hier scoorde hij zes goals in zeven wedstrijden, waarvan vier in een 16-0 overwinning tegen IF Völsungur. Na één seizoen vertrok hij naar ODIN '59.

### Statistieken
| Seizoen                        | Club               | Land           | Competitie       | Competitie | Competitie | Beker | Beker | Totaal | Totaal |
| Seizoen                        | Club               | Land           | Competitie       | Wed.       | Dlp.       | Wed.  | Dlp.  | Wed.   | Dlp.   |
| ------------------------------ | ------------------ | -------------- | ---------------- | ---------- | ---------- | ----- | ----- | ------ | ------ |
| 2009/10                        | FC Omniworld       | Nederland      | Eerste divisie   | 1          | 0          | 0     | 0     | 1      | 0      |
| 2012/13                        | VVSB               | Nederland      | Topklasse zondag | 17         | 2          | 1     | 0     | 18     | 2      |
| 2013                           | Víkingur Reykjavík | IJsland        | 1. deild karla   | 7          | 6          | 0     | 0     | 7      | 6      |
| Carrièretotaal                 | Carrièretotaal     | Carrièretotaal | Carrièretotaal   | 25         | 8          | 1     | 0     | 26     | 8      |
| Bijgewerkt op 25 december 2016 |                    |                |                  |            |            |       |       |        |        |